# Clemelis gymnops
Clemelis gymnops är en tvåvingeart som beskrevs av Herting 1975. Clemelis gymnops ingår i släktet Clemelis och familjen parasitflugor.
Artens utbredningsområde är Tunisien. Inga underarter finns listade i Catalogue of Life.